# Bektash Cakrani
Bektash Kahreman Cakrani (ur. 1871 we wsi Cakran okręg Mallakastra, zm. 26 lipca 1945) – albański polityk, prawnik i działacz narodowy.

## Życiorys
Pochodził z rodziny bektaszyckich posiadaczy ziemskich, był najmłodszym z czterech synów Kahremana beja Cakraniego. Po ukończeniu szkoły w rodzinnej miejscowości kontynuował naukę w szkołach średnich (ruzhdije) w Beracie i w Kairze. Studia prawnicze rozpoczął w szkole handlowej w Stambule, ale ukończył je na paryskiej Sorbonie. Po ukończeniu studiów pracował w administracji osmańskiej w Monastirze, Janinie i w Beracie.
W latach 1911–1912 wspólnie z bratem Hajredinem brał udział w powstaniach antyosmańskich. W sierpniu 1912 dotarł do Fieru i podjął współpracę z Ismailem Qemalem przygotowując kongres albańskich działaczy narodowych we Wlorze. Jego brat Hajredin należał do grona sygnatariuszy Deklaracji Niepodległości. Po powstaniu rządu Ismaila Qemala Cakraniemu powierzono funkcję dyrektora skarbu. Wkrótce jednak doszło do konfliktu Cakraniego z Qemalem. Cakrani porozumiał się ze stroną grecką przeciwko rządowi Qemala, zaś Esad Pasza Toptani obiecał mu wsparcie w konflikcie z rządem albańskim. Po przejęciu władzy przez Wilhelma zu Wieda wziął udział w walce z rebeliantami muzułmańskimi Haxhi Qamiliego w okolicach Durrësu i Wlory.
W 1920 należał do grona organizatorów kongresu działaczy narodowych w Lushnji, który doprowadził do przywrócenia albańskiej państwowości. W czasie bitwy o Wlorę był członkiem sztabu powstańczego. Zasiadał w parlamencie do 1923, zaliczał się do grupy deputowanych niezależnych. Od 1925 jako przeciwnik Ahmeda Zogu nie angażował się w życie polityczne. W 1935 wspierał rebelię antyrządową, do której doszło w Fierze. Skazany przez sąd wojskowy na karę śmierci, którą z uwagi na jego zasługi dla ojczyzny zasądzoną karę zamieniono na kilka lat więzienia.
Po agresji Włoch na Albanię zaangażował się w tworzenie ruchu oporu. Aresztowany przez władze okupacyjne i internowany w Porto Romano. Wyszedł na wolność we wrześniu 1943, po kapitulacji Włoch. W 1943 stanął na czele komisji ekonomicznej, działającej pod kontrolą Niemców, ale wkrótce zrezygnował z tego stanowiska z uwagi na stan zdrowia. W listopadzie 1944 aresztowany przez funkcjonariuszy Departamentu Obrony Ludu. Skazany na karę śmierci przez komunistyczny sąd wojskowy w 1945 został rozstrzelany w nieznanym miejscu.
W 2017 został pośmiertnie uhonorowany przez prezydenta Bujara Nishaniego orderem Nderi i Kombit (Honor Narodu). Imię Bektasha Cakraniego nosi ulica we Wlorze.